# Icaleptidae
Famille
Les Icaleptidae sont une famille d'opilions laniatores. On connaît deux espèces dans deux genres.

## Distribution
Les espèces de cette famille se rencontrent en Colombie et en Équateur.

## Liste des genres
Selon World Catalogue of Opiliones (14/10/2021) :
- Icaleptes Kury & Pérez-González, 2002
- Zalmopsylla Kury & Pérez-González, 2002

## Publication originale
- Kury & Pérez-González, 2002 : « A new family of Laniatores from northwestern South America (Arachnida, Opiliones). » Revista Ibérica de Aracnología, no 6, p. 3–11 (texte intégral).